# La Cruz, Alfajayucan
La Cruz är en ort i Mexiko.   Den ligger i kommunen Alfajayucan och delstaten Hidalgo, i den sydöstra delen av landet, 110 km norr om huvudstaden Mexico City. La Cruz ligger 1 975 meter över havet och antalet invånare är 123.
Terrängen runt La Cruz är kuperad åt sydväst, men åt nordost är den platt. Runt La Cruz är det ganska glesbefolkat, med 31 invånare per kvadratkilometer. Närmaste större samhälle är Alfajayucan, 5,9 km öster om La Cruz. Omgivningarna runt La Cruz är en mosaik av jordbruksmark och naturlig växtlighet.